# Fromia hadracantha
Fromia hadracantha is een zeester uit de familie Goniasteridae.
De wetenschappelijke naam van de soort werd in 1921 gepubliceerd door Hubert Lyman Clark.